# Ałfiorowo (przystanek kolejowy)
Ałfiorowo (ros. Алфёрово) – przystanek kolejowy w miejscowości Ałfiorowo, w rejonie safonowskim, w obwodzie smoleńskim, w Rosji. Położony jest na linii Moskwa - Mińsk - Brześć.

## Historia
Stacja powstała w XIX w. na drodze żelaznej moskiewsko-brzeskiej pomiędzy stacjami Siemlowo i Izdieszkowo. Zdegradowana do roli przystanku w XXI w.